# Geldrop
Geldrop est une ville située dans la commune néerlandaise de Geldrop-Mierlo, dans la province du Brabant-Septentrional. Le 1er janvier 2003, la ville comptait 27 955 habitants. Elle est également connue pour avoir un quartier dont des rues sont nommées d'après des personnages et des éléments des œuvres de J. R. R. Tolkien,.

## Histoire
Geldrop a été une commune indépendante jusqu'au 1er janvier 2004. À cette date, elle fusionna avec Mierlo pour former la nouvelle commune de Geldrop-Mierlo.

## Personnalités liées à la commune
- Erik van den Boogaard, ancien footballeur professionnel
- Jeffrey Herlings, coureur de motocross
- Apollonia van Ravenstein, actrice
- Lara Stone, top-model
- Dries van Agt, universitaire et homme politique.